# 苦瓜宁
苦瓜宁（化学名：13β,28-环氧-乌索-11-烯-3-酮）是一种乌索烷型五环三萜化合物，化学式为C30H46O2，属于从苦瓜（Momordica charantia）中提取的苦瓜素类化合物。